# Station Swindon
Swindon is een spoorwegstation van National Rail in Swindon in Engeland. Het station is eigendom van Network Rail en wordt beheerd door Great Western Railway. 